# Brumadinho
Brumadinho è un comune del Brasile nello Stato del Minas Gerais, parte della mesoregione Metropolitana di Belo Horizonte e della microregione di Belo Horizonte. La città si chiama così per la sua vicinanza con l'antico insediamento di Brumado Velho.

## Monumenti e luoghi d'interesse
- Inhotim - Centro di arte contemporanea
- Encosta da Serra da Moeda
- Mansão Mattosinhos
- Academia MA
- Fazenda dos Martins
- Topo do Mundo
- Arvorismo em Casa Branca
- Serra da Moeda
- Club Voo Livre
- Safari Rurale
- Serra do Rola Moça
- Mirante dos Veados
- Tempio Buddista